# Испанско-эквадорские отношения
Испанско-эквадорские отношения — двусторонние дипломатические отношения между Испанией и Эквадором.

## История

### Колониальные времена
В 1532 году на современную территорию Перу прибыли первые испанские конкистадоры во главе с Франсиско Писарро. К 1534 году Франсиско Писарро удалось победить Империю инков и присоединить их территорию (включающую в себя современные Эквадор, Перу, Боливию и Чили) к Испанской империи. В 1534 году испанские войска сражались с генералом Руминьяви и его армией во время битвы на горе Чимборазо в центральной части Эквадора после того, как Руминьяви обнаружил, что испанцы свергли и казнили его сводного брата Инка Атауальпа. Перед сражением Руминьяви сжег одну из столиц инков (около современного Кито) и спрятал сокровища в Льянханатес.
В 1534 году испанские конкистадоры Себастьян де Белалькасар и Диего де Альмагро основали город Сан-Франсиско-де-Кито в честь конкистадора Франсиско Писарро, город был построен рядом с руинами сожженной Руминьяви столицы инков. В 1542 году было создано Вице-королевство Перу и территория Эквадора управлялась из Лимы, а в 1563 год была создана Королевская аудиенсия Кито. В 1717 году было создано вице-королевство Новая Гранада (включая территорию современного Эквадора) со столицей в Боготе.

### Война за независимость
10 августа 1809 года Эквадор стал первой страной в Испанской Америке, объявившей независимость вскоре после вторжения Наполеона I в Испанию в 1808 году. Движение за независимость в Эквадоре получило название Luz de América. Повстанцы-криолло из Эквадора не имели должной поддержки и возможностей для борьбы с Испанской империей, поэтому восстание провалилось и мятежники были жестоко наказаны.
В 1822 году ополченцы под руководством Симона Боливара и Антонио Хосе Сукре прибыли в Эквадор и сражались с испанскими войсками в битве под вулканом Пичинчей возле Кито. После победы ополчения Эквадор получил фактическую независимость от испанской короны. Эквадор вместе с Колумбией, Венесуэлой и Панамой стал частью Великой Колумбии, а в мае 1830 года отдельной суверенной страной.

### Независимость
В 1840 году Эквадор и Испания установили дипломатические отношения после подписания Договора о мире и дружбе. В 1866 году Эквадор объявил войну Испании во время кризиса из-за островов Чинча, в сражениях также участвовали Боливия, Чили и Перу.
В 1936 году эквадорский писатель Деметрио Агилера Мальта (член группы Гуаякиль) был в Испании, когда там началась гражданская война. Деметрио Агилера Мальта написал книгу о своем участии в этой войне под названием Madrid: reportaje novelado de una retaguardia heroica. В мае 1980 года король Испании Хуан Карлос I совершил свой первый и единственный официальный визит в Эквадор.

## Миграция
В 2013 году в Испании проживало 456 000 граждан Эквадора. Многие из этих эквадорцев бежали в Испании в 1990-е годы, когда в стране разразился финансовый кризис в результате которого Эквадор принял в качестве своей валюты доллар США. В 2013 году в Эквадоре проживало 21 000 испанских граждан. В период с 2008 по 2015 год в Эквадор прибыли 35 000 граждан Испании, из которых 36 % родились в Испании, а 62 % испанские граждане эквадорского происхождения.

## Торговля
В 2015 году объём товарооборота между странами составил сумму 803 млн. евро, а испанские инвестиции в экономику Эквадора достигли суммы 90 млн евро. В Эквадоре представлены испанские интернациональные компании, такие как: Repsol, Mapfre и Telefónica.

## Дипломатические представительства
- Испания имеет посольство в Кито и генеральное консульство в Гуаякиле[13]
- У Эквадора имеется посольство в Мадриде, а также генеральные консульства в Барселоне, Аликанте, Малаге, Мурсии, Пальме и Валенсии[14].